# Geallieerde bezettingszones in Duitsland
Na de nederlagen in de Eerste en Tweede Wereldoorlog waren er in Duitsland geallieerde bezettingszones.

## Eerste Wereldoorlog
Na de Eerste Wereldoorlog stichtten de overwinnaars in de Rijnprovincie op de westelijke Rijnoever en in een strook van 50 km op de rechteroever een Belgische, Britse en Franse bezettingszone. Aan deze bezetting kwam in 1926, 1929 en 1930 een einde. Op bevel van Adolf Hitler trokken Duitse troepen in 1936, in strijd met het Pact van Locarno, het gedemilitariseerde Rijnland binnen.

## Tweede Wereldoorlog

### Geschiedenis
De geallieerden hadden reeds op de Conferentie van Jalta in februari 1945 besloten tot opdeling van Duitsland in bezettingszones en van de hoofdstad Berlijn in sectoren. De reden van dit besluit was onder meer de angst dat een van de partijen anders het ontstane machtsvacuüm zou opvullen.
Na de Duitse nederlaag in juli 1945 kwam het tot de oprichting van de Amerikaanse, Britse en Sovjet-bezettingszone. Kort daarop werd uit delen van de Amerikaanse en Britse zones de Franse bezettingszone in het leven geroepen. De Sovjet-Unie annexeerde, zonder haar bondgenoten daarin te kennen, het deel van Duitsland ten oosten van de Oder-Neissegrens en stond dit grotendeels af aan Polen als schadeloosstelling voor het in 1939 op dit land veroverde gebied.
Aldus werd Duitsland in vieren geknipt, met een aparte status voor Berlijn; de oude hoofdstad werd eveneens in vier sectoren verdeeld, maar kwam daardoor als een enclave in de Sovjetzone te liggen. De Sovjet-Unie had Berlijn veroverd en ontruimde drie sectoren ten behoeve van de westelijke bezettingsmachten. De Verenigde Staten hadden grote delen van de latere deelstaten Saksen-Anhalt en Thüringen veroverd en ontruimden deze gebieden ten behoeve van de Sovjet-Unie. Militairen van de vier mogendheden konden zich in alle sectoren van Berlijn bewegen.
Op de Conferentie van Potsdam besloten de geallieerden tevens dat het bestuur van Duitsland in handen van de Geallieerde Controleraad kwam. Slechts op lokaal niveau bleef het bestuur in Duitse handen. Hoofdpunten van de bezettingspolitiek waren:
- denazificatie: het zuiveren van bestuur en onderwijs van nazi's; in de processen van Neurenberg werden nazikopstukken berecht
- demilitarisering: het afschaffen van het Duitse leger, ontwapening van de bevolking
- democratisering: het instellen van een stabiele democratie
- decentralisering: in tegenstelling tot het centralistische nazi-Duitsland diende Duitsland wederom federaal bestuurd te worden

Het was de bedoeling Duitsland als economische eenheid te besturen. Desondanks waren de vier mogendheden het op veel punten niet met elkaar eens. Met name het begrip democratisering werd door de Sovjet-Unie bepaald anders opgevat dan door de drie westerse machten. Als vorm van herstelbetaling plunderden de Sovjets en Fransen hun zone leeg, terwijl de Amerikanen op economisch herstel aanstuurden. Met het begin van de Koude Oorlog werd het herstellen van een Duitse eenheidsstaat steeds onwaarschijnlijker.
Op 2 december 1946 voegden de Britten en de Amerikanen hun zones samen tot de Bizone, die door de toetreding van de Franse zone op 8 april 1949 tot Trizone werd. In drie westelijke bezettingszones (maar niet in West-Berlijn) voerde men op 20 juni 1948 een geldhervorming door die de oude rijksmark verving door de nieuwe D-mark. Dit leidde later snel tot een economische opleving. Toen op 23 juni in de Sovjetzone de Ostmark werd ingevoerd, was de economische scheiding van Duitsland een feit. In de nacht van 23 op 24 juni 1948 begon de Sovjet-Unie onder Jozef Stalin met de blokkade van Berlijn, door o.a. de toevoerwegen vanuit de westelijke zones naar de stad af te sluiten. Het instellen van een luchtbrug naar de stad leidde na elf maanden tot opheffing van de blokkade.
De geallieerden werkten sinds 1948 in de Bizone/Trizone aan een democratische grondwet voor het westen van Duitsland. Met de ondertekening hiervan op 23 mei 1949 was de oprichting van de Bondsrepubliek Duitsland een feit. In het oosten werd vervolgens op 7 oktober 1949 onder toezicht van de Sovjet-Unie de Duitse Democratische Republiek opgericht.

### Deelstaten
In het kader van de decentralisering werd Duitsland in zowel oost als west in deelstaten opgedeeld. Deze deelstaten kwamen slechts ten dele overeen met historische politieke eenheden. Pruisen, dat men als centrum van Duits militarisme en veroveringsdrang zag, werd opgeheven en gesplitst in kleinere eenheden. Dit bewerkstelligde tevens een evenwichtiger verdeling van Duitsland in bestuursgebieden want (het nu voormalige) Pruisen besloeg meer dan de helft van het voormalige Duitse Rijk.
De Amerikanen handhaafden Beieren en Bremen en stichtten de deelstaten Württemberg-Baden en Hessen. De Britten handhaafden Hamburg en stichtten Sleeswijk-Holstein, Nedersaksen en Noordrijn-Westfalen. De Fransen handhaafden Zuid-Baden (later Baden genoemd) en stichtten Rijnland-Palts en Württemberg-Hohenzollern. Uit de Sovjetzone ontstonden de deelstaten Brandenburg, Mecklenburg, Saksen, Saksen-Anhalt en Thüringen.
Baden, Württemberg-Baden en Württemberg-Hohenzollern fuseerden in 1952 tot Baden-Württemberg. In datzelfde jaar werden de deelstaten in Oost-Duitsland opgeheven en vervangen door 15 districten (Bezirke). Saarland kreeg in 1957 de status van deelstaat.
|  |  |  |